# Heliotropium pannifolium
Heliotropium pannifolium är en strävbladig växtart som beskrevs av William John Burchell och William Botting Hemsley. Heliotropium pannifolium ingår i Heliotropsläktet som ingår i familjen strävbladiga växter. Inga underarter finns listade i Catalogue of Life.